# Franz Joseph von Besnard

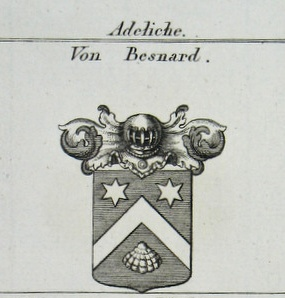
Wappen Franz Joseph von Besnard

Franz Joseph Besnard, ab 1813 Ritter von Besnard, (* 20. Mai 1749 in Buchsweiler, Elsass; † 16. Juni 1814 in München) war ein geadelter Mediziner und Leibarzt des bayerischen Königs Max I. Joseph.

## Herkunft
Er stammte aus Buchsweiler im Elsass, damals Regierungssitz der unter französischer Oberhoheit stehenden Grafschaft Hanau-Lichtenberg. Seine Eltern waren Dominik Andreas Besnard, hessen-darmstädtischer Amtmann in Buchsweiler und dessen Ehefrau Monika geb. Eisenwenger. Die Familie gehörte dem katholischen Bekenntnis an.

## Leben
Franz Joseph von Besnard besuchte das Jesuitenkolleg zu Hagenau und studierte dann an der Universität Straßburg Philosophie sowie fünf Jahre lang Medizin bzw. Chirurgie. Danach praktizierte er als Arzt, teils in Buchsweiler und teils in Straßburg.
Im Jahre 1775, als er gerade promovierte, bot ihm Kardinal Louis César Constantin de Rohan-Guéméné die frei gewordene Stelle eines Physikus zu Zabern an. Gleichzeitig bemühte sich der als französischer Offizier in Straßburg tätige Pfalzgraf Maximilian Joseph, der spätere König von Bayern, um ihn. Er stellte Franz Joseph Besnard 1778 als Leibarzt fest ein, zahlte ihm ein ansehnliches Gehalt und verlieh ihm den Charakter eines Hofrates.
Besnard kurierte den Wittelsbacher mehrfach von gefährlichen Erkrankungen und besorgte in Straßburg auch die Entbindung des Sohnes Ludwig, dem späteren König Ludwig I. von Bayern. Es entwickelte sich ein sehr vertrautes Verhältnis zwischen dem Pfalzgrafen und seinem Arzt.
Max Joseph verließ Frankreich wegen der Revolution 1790, wobei ihn Besnard begleitete. Über Zweibrücken kamen sie nach Mannheim. Hier wirkte der Mediziner unter der Bevölkerung der Stadt und des Umlandes. 1797 schrieb ihm der Pfalzgraf aus Berlin: „Schon dreimal verdanke ich Ihnen lieber Besnard mein Leben, nun retteten Sie auch das meines Sohnes. Wie kann ich solches Vergelten? […] wenn die innigste Anerkennung und eine probehaltige Freundschaft etwas vermögen, so dürfen Sie nichts weiter wünschen.“
Nachdem Max Joseph 1799 als Kurfürst (ab 1806 als König) die Regierung in Bayern antrat, nahm er Franz Joseph Besnard mit sich nach München.
Dieser wurde hier zusätzlich wirklicher geheimer Rat und dirigierender Medizinalrat, überdies Generalinspektor sämtlicher Militärspitäler und Lazarette. 1808 avancierte er zum Direktor des Münchner Medicinal-Comites, womit er oberster Mediziner der Hauptstadt war. 1808 erhielt Besnard auch das Ritterkreuz des Verdienstordens der Bayerischen Krone, verbunden mit dem persönlichen Adelsstand, 1813 erhob ihn der König in den erblichen Ritterstand des Königreiches.
Franz Joseph von Besnard war verheiratet mit Magdalena geb. Schulz und sie hatten mehrere Kinder. Der Sohn Franz Anton von Besnard (1796–1854), bayerischer Offizier, betätigte sich später auch als katholisch-theologischer Schriftsteller.

## Medizinisches Wirken

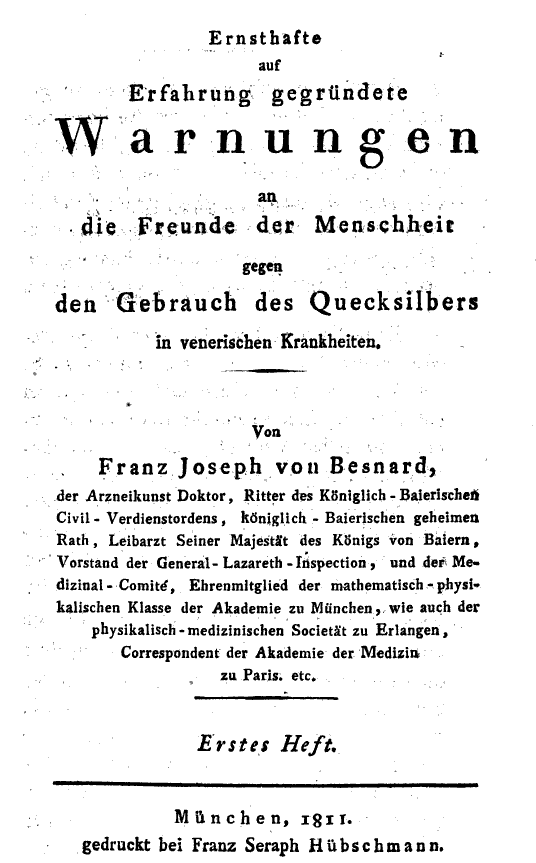
Titelblatt der Schrift über die Behandlung der Syphilis, 1811

Durch seine Tätigkeit unter den Straßburger Militärangehörigen beschäftigte sich der Mediziner schon früh mit den Auswirkungen und Behandlungsmethoden der Syphilis. Besonders wandte er sich gegen die Verabreichung von Quecksilber, da er erkannt hatte, dass dieses hochgiftig ist und den Kranken erheblich schadete. Bereits 1783 legte er der königlichen Akademie zu Paris eine Abhandlung über die Natur und Fortpflanzung der Lustseuche vor, nebst einem Vorschlag, wie diese ohne Quecksilber zu behandeln sei. Darauf erhielt er den Regierungsauftrag, an den französischen Militärspitälern zweckmäßige Versuche mit seiner neuen Heilart vorzunehmen. Durch die Revolutionsereignisse konnte diese Arbeit jedoch nicht abgeschlossen werden. In Bayern forschte Besnard diesbezüglich weiter, entwickelte neue Behandlungsmethoden und veröffentlichte 1811, mit Unterstützung von König Max Joseph, die Schrift „Ernsthafte auf Erfahrung gegründete Warnungen an die Freunde der Menschheit gegen den Gebrauch des Quecksilbers in venerischen Krankheiten“. Besnard war zudem ein Vorkämpfer zur Einführung der Kuhpockenschutzimpfung.
Die Bayerische Akademie der Wissenschaften ernannte den Arzt 1808 zu ihrem Ehrenmitglied.
Sein Nachfolger als Leibarzt des bayerischen Königs Max I. Joseph wurde der Mediziner Bernhard Joseph von Hartz.

## Bruder
Der ältere Bruder Heinrich Besnard (1745–1806) avancierte zum herzoglich pfalz-zweibrückischen Geheimrat und wurde von Kaiser Joseph II., zu Przemyśl, am 1. Juli 1783 in den erblichen Adelsstand eines Edlen von erhoben. Mit Datum vom 18. Januar 1786 verlieh ihm der Monarch den Zusatz Edler von Schlangenheim. Diese Familienlinie nannte sich seither mit vollem Namen „von Besnard, Edle von Schlangenheim“. Heinrich von Besnard amtierte während der französischen Zeit der Rheinpfalz als Bürgermeister und Unterpräfekt in Zweibrücken.